# Lista celor mai mari cascade din lume în funcție de debit

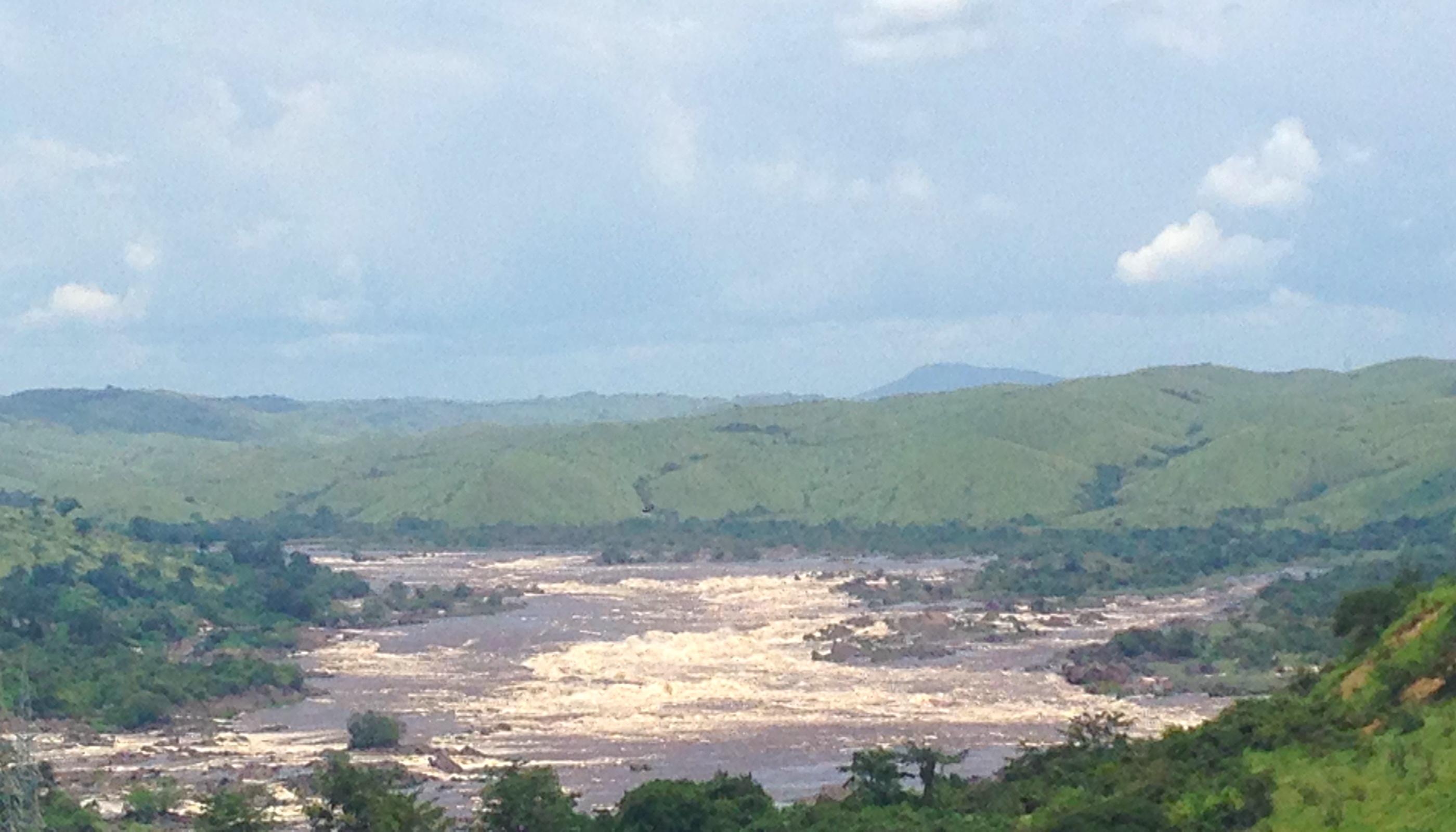
Cascadele Inga din Republica Democratică Congo, cea mai mare cădere de apă din lume după debit

Lista celor mai mari cascade din lume în funcție de debit include căderile de apă (cascade și cataracte) cu un debit mediu anual de peste 150 m3/s. 
Nu există o definiție universal acceptată a unei cascade:372. Aceasta este în general definită ca un punct de pe cursul unei ape curgătoare unde apa curge în plan vertical, peste o prăpastie sau un perete abrupt. În 2000, M.C.G. Mabin a specificat că „distanța în plan orizontal dintre pozițiile buzei și bazinului de acumulare de la baza cascadei nu trebuie să depășească aproximativ 25% din înălțimea cascadei”:86. Există diverse tipuri și metode de clasificare a cascadelor, unii cercetători incluzând cataractele (serii de trepte) ca o subsecțiune:61.
Lista include două secțiuni, prima incluzând cascade și cataracte existente, iar cea de-a doua incluzând cascade istorice, care nu mai există, fie din cauze naturale, ca rezultat al modificărilor geomorfologice, fie din cauze artificiale, precum construcția de baraje, lacuri de acumulare sau devieri ale cursurilor de apă.
Ordinea în tabel este descrescătoare, în funcție de valorile medii anuale ale debitelor. 

## Lista celor mai mari cascade din lume după debit
| Imagine | Nume                                                                                         | Debit mediu anual | Înălțime | Lățime | Localizare                  | Localizare                          | Coordonate                                          | Observații | Note            |
| Imagine | Nume                                                                                         | Debit mediu anual | Înălțime | Lățime | Râu/fluviu                  | Țară                                | Coordonate                                          | Observații | Note            |
| Imagine | Nume                                                                                         | m3/s              | m        | m      |                             |                                     | Coordonate                                          | Observații | Note            |
|         |                                                                                              |                   |          |        |                             |                                     |                                                     | |                 |
| ------- | -------------------------------------------------------------------------------------------- | ----------------- | -------- | ------ | --------------------------- | ----------------------------------- | --------------------------------------------------- | --- | --------------- |
|         | Cascadele Inga (în franceză Chutes d'Inga)                                                   | 25.768            | 21       | 914    | Fluviul Congo               | Republica Democratică Congo         | 5°26′56″S 13°35′18″E / 5.448835°S 13.588362°E       | Inga Falls, o cataractă (serie de trepte) al cărei statut de cascadă este controversat, face parte din sistemele hidroelectrice Inga I și Inga II. S-a propus construirea unui nou baraj, Grand Inga, potențial cel mai mare din lume după capacitatea de generare | [ W 1 ]         |
|         | Cascadele Livingstone (în franceză Chutes Livingstone)                                       | 25.060            | 6        | 701    | Fluviul Congo               | Republica Democratică Congo · Congo | 4°52′41″S 14°26′08″E / 4.878146°S 14.435622°E       | Serie de trepte (cataractă) peste care apa coboară 6 m în înălțime, situată la capătul sudic al graniței Republicii Democratice Congo de pe fluviul Congo | [ W 2 ]         |
|         | Cascadele Boyoma (în franceză Chutes Boyoma)                                                 | 16.990            | 5        | 1.372  | Râul Lualaba, fluviul Congo | Republica Democratică Congo         | 0°29′27″N 25°12′24″E / .49091096°N 25.20680491°E    | Serie de șapte cascade denumită și Stanley Falls. Ultima și cea mai semnificativă dintre acestea, cea de la Kisangani, este cunoscută sub numele de Wagenia. Boyoma Falls marchează confluența râului Lualaba cu fluviul Congo                                     | [ 5 ] [ W 3 ]   |
|         | Cascada Khone (în engleză Khone Phapheng Falls)                                              | 11.610            | 21       | 10.783 | Fluviul Mekong              | Laos                                | 13°57′18″N 105°54′10″E / 13.9549940°N 105.9027541°E | Serie de cascade cu o lățime de peste 10 km, cea mai lată cascadă din lume și cea mai mare cascadă din Asia după debitul mediu | [ W 4 ]         |
|         | Cascada Pará (în spaniolă Salto Pará)                                                        | 3.540             | 64       | 5.608  | Río Caura                   | · Venezuela                         | 6°19′01″N 64°30′33″W / 6.31699585°N 64.5090696°V    | Cea mai mare cascadă din America de Sud după debitul mediu | [ W 5 ]         |
|         | Cascada Paulo Afonso (în portugheză Cachoeira de Paulo Afonso)                               | 2.832             | 59       | 18     | Fluviul São Francisco       | Brazilia                            | 9°23′21″S 38°11′45″W / 9.3890899°S 38.1957704°V     | Debit regularizat de barajul Complexului Hidroelectric Paulo Afonso | [ W 6 ]         |
|         | Cascada Niagara (în engleză Niagara Falls)                                                   | 2.407             | 51       | 1.204  | Râul Niagara                | Canada · Statele Unite              | 43°04′48″N 79°04′16″W / 43.08°N 79.071°V            | Cea mai mare cascadă din America de Nord după debitul mediu, debitul este regularizat de barajele centralelor hidroelectrice Robert Moses Niagara și Sir Adam Beck                                                                                                 | [ W 7 ]         |
|         | Cascada Vermilion (în engleză Vermilion Falls)                                               | 1.812             | 5        | 1.829  | Râul Peace                  | Canada                              | 58°22′11″N 114°52′18″W / 58.3697239°N 114.871761°V  | Serie de trepte în formă de evantai din calcar și șist, a căror înălțime variază între 4,6 și 7,6 m, în funcție de anotimp | [ W 8 ]         |
|         | Cascadele de pe Iguazú (în spaniolă Cataratas del Iguazú, în portugheză Cataratas do Iguaçu) | 1.746             | 64       | 2.682  | Râul Iguazú                 | Argentina · Brazilia                | 25°41′43″S 54°26′12″W / 25.695277°S 54.43667°V      | Serie de 270 de căderi de apă, cu o lungime de 2,7 km | [ W 9 ]         |
|         | Cascadele Limestone (în engleză Limestone Falls)                                             | 1.464             | 22       | 335    | Râul Caniapiscau            | Canada                              | 57°28′45″N 69°18′36″W / 57.4791°N 69.3099°V         | Parte a seriei de cascade situate pe râul Caniapiscau, debitul este regularizat de barajul KA-3 al Lacului de acumulare Caniapiscau | [ W 10 ]        |
|         | Cascadele Pyrite (în engleză Pyrite Falls)                                                   | 1.464             | 8        | 579    | Râul Caniapiscau            | Canada                              | 57°26′00″N 69°14′32″W / 57.4333°N 69.2422°V         | Parte a seriei de cascade situate pe râul Caniapiscau, debitul este regularizat de barajul KA-3 al Lacului de acumulare Caniapiscau | [ W 11 ]        |
|         | Cascada Victoria (în engleză Victoria Falls)                                                 | 1.088             | 105      | 1.707  | Fluviul Zambezi             | Zambia · Zimbabwe                   | 17°55′27″S 25°51′22″E / 17.924028°S 25.856083°E     | Cea mai lată cascadă din lume | [ W 12 ]        |
|         | Cascada Virginia (în engleză Virginia Falls)                                                 | 1.000             | 90       | 259    | Râul South Nahanni          | Canada                              | 61°36′27″N 125°44′20″W / 61.607391°N 125.738912°V   | Cascadă cu o cădere totală de 96 m, dublul înălțimii Cascadei Niagara | [ W 13 ]        |
|         | Cascada Ngonye (în engleză Ngonye Falls)                                                     | 963               | 25       |        | Fluviul Zambezi             | Zambia                              | 16°39′08″S 23°34′17″E / 16.652330°S 23.571253°E     | Cascadă cunoscută și sub denumirea Sioma Falls, după orașul din vecinătate | [ 6 ]           |
|         | Cascada Shale (în engleză Shale Falls)                                                       | 934               | 18       | 610    | Râul Caniapiscau            | Canada                              | 56°44′39″N 69°01′04″W / 56.7443°N 69.0179°V         | Parte a seriei de cascade situate pe râul Caniapiscau, debitul este regularizat de barajul KA-3 al Lacului de acumulare Caniapiscau | [ W 14 ]        |
|         | Cascadele Shivanasamudra (în engleză Shivanasamudra Falls)                                   | 934               | 98       | 305    | Fluviul Kaveri              | India                               | 12°17′33″N 77°10′03″E / 12.2924778°N 77.16744866°E  | Serie formată de cascadele Bharachukki din Kollegala, cu o înălțime de 69 m și cascadele Gaganachukki din Malavalli, cu o înălțime de 90 m | [ W 15 ]        |
|         | Cascada Willamette (în engleză Willamette Falls)                                             | 928               | 13       | 457    | Râul Willamette             | Statele Unite                       | 45°21′05″N 122°37′09″W / 45.35139°N 122.61917°V     | Debit regularizat de barajul Centralei hidroelectrice T. W. Sullivan | [ W 16 ]        |
|         | Cascada Kongou (în engleză Kongou Falls)                                                     | 900               | 56       | 3.200  | Râul Ivindo                 | Gabon                               | 0°17′17″N 12°35′17″E / .28815075°N 12.58801367°E    | Cascadă de aproximativ 3,2 km lățime și până la 56 m înălțime | [ W 17 ]        |
|         | Cascada Kootenai (în engleză Kootenai Falls)                                                 | 731               | 9        | 258    | Râul Kootenay               | Statele Unite                       | 48°27′20″N 115°45′48″W / 48.4555015°N 115.763198°V  | Cascadă de aproximativ 258 m lățime și până la 17 m înălțime | [ W 18 ]        |
|         | Laksforsen (în norvegiană Laksforsen)                                                        | 700               | 17       |        | Râul Vefsna                 | Norvegia                            | 65°37′25″N 13°17′26″E / 65.6237085°N 13.2906911°E   | Cascadă de aproximativ 17 m înălțime | [ 7 ]           |
|         | Cataracta Oatmeal (în engleză Oatmeal Rapids)                                                | 697               |          |        | Râul Rupert                 | Canada                              | 51°21′24″N 77°25′11″W / 51.356590°N 77.419688°V     | Serie de trepte (cataractă) situate în aval de Lacul Nemiscau | [ 8 ]           |
|         | Kaieteur Falls (în engleză Kaieteur Falls)                                                   | 663               | 226      | 113    | Râul Potaro                 | Guyana                              | 5°10′30″N 59°28′50″W / 5.17497870°N 59.4804760°V    | Cascadă de până la 251 m înălțime | [ W 19 ]        |
|         | Cascada Rinului (în germană Rheinfall)                                                       | 595               | 24       | 122    | Fluviul Rin                 | Elveția                             | 47°40′40″N 8°36′56″E / 47.677640°N 8.615512°E       | Cascadă cu o înălțime de 23 m și o lățime de 150 m | [ W 20 ]        |
|         | Cascada Sarp (în norvegiană no:Sarpefossen)                                                  | 577               | 21       |        | Fluviul Glomma              | Norvegia                            | 59°16′34″N 11°07′51″E / 59.276111°N 11.130894°E     | Cascadă cu o înălțime de până la 20,5 m | [ 9 ]           |
|         | Cascadele Kalandula (în portugheză Quedas de Calandula)                                      | 566               | 105      | 411    | Râul Lucala                 | Angola                              | 9°04′26″S 16°00′03″E / 9.073885°S 16.000709°E       | Serie de cascade cu o înălțime de 105 m și o lățime de 400 m | [ W 21 ]        |
|         | Cascadele Shawinigan (în franceză Chutes de Shawinigan)                                      | 513               | 50       |        | Râul Saint-Maurice          | Canada                              | 46°31′53″N 72°45′43″W / 46.531360°N 72.761830°V     | Debit regularizat de barajele Shawinigan 2 și Shawinigan 3 | [ 10 ]          |
|         | Cascada Chaudière (în engleză Chaudière Falls)                                               | 500               | 35       | 240    | Râul Chaudière              | Canada                              | 46°42′47″N 71°17′10″V / 46.71306°N 71.28611°V       | Cascadă cu o înălțime de 35 m și o lățime de 240 m, debit regularizat de barajul Sartigan | [ 11 ]          |
|         | Great Falls (în engleză Great Falls)                                                         | 474               |          | 107    | Fluviul Potomac             | Statele Unite                       | 38°59′51″N 77°15′09″W / 38.9975°N 77.2525°V         | Serie de cascade cu o înălțime de 14 m și o lățime de 110 m, debit regularizat de Apeductul Washington | [ W 22 ]        |
|         | Cascada Kazan (în engleză Kazan Falls)                                                       | 459               |          |        | Râul Kazan                  | Canada                              | 63°42′50″N 95°50′41″W / 63.713836°N 95.844696°V     | | [ 12 ]          |
|         | Cascada Granite (în engleză Granite Falls)                                                   | 453               | 21       |        | Râul Caniapiscau            | Canada                              | 55°50′42″N 68°25′25″W / 55.8450°N 68.4235°V         | Parte a seriei de cascade situate pe râul Caniapiscau, debitul este regularizat de barajul KA-3 al Lacului de acumulare Caniapiscau | [ W 23 ]        |
|         | Cascada Lobé (în franceză Chutes de la Lobé)                                                 | 390               |          |        | Râul Lobé                   | Camerun                             | 2°52′56″N 9°53′49″E / 2.882210°N 9.896968°E         | | [ 13 ]          |
|         | Cascada Ulaan Tsutgalan (în mongolă Улаан цутгалан, transliterat: Ulaan tsutgalan)           | 380               | 10       | 24     | Râul Orhon                  | Mongolia                            | 50°15′00″N 106°08′20″E / 50.25°N 106.138889°E       | Cascadă cu o înălțime de 24 m și o lățime de 10 m | [ 14 ]          |
|         | Cascada Saint Anthony (în engleză Saint Anthony Falls)                                       | 370               | 15       |        | Fluviul Mississippi         | Statele Unite                       | 44°58′54″N 93°15′31″W / 44.981667°N 93.258611°V     | Debit regularizat de sistemul hidroelectric Saint Anthony Falls |                 |
|         | Cascada Urriða (în islandeză Urriðafoss)                                                     | 360               | 4        | 229    | Fluviul Þjórsá              | Islanda                             | 63°55′30″N 20°40′22″W / 63.92506°N 20.672678°V      | | [ W 24 ]        |
|         | Cascada Little Eaton Canyon (în engleză Little Eaton Canyon Falls)                           | 317               |          |        | Râul Caniapiscau            | Canada                              | 55°31′46″N 68°17′40″W / 55.5294°N 68.2945°V         | Parte a seriei de cascade situate pe râul Caniapiscau, debitul este regularizat de barajul KA-3 al Lacului de acumulare Caniapiscau | [ W 25 ]        |
|         | Cascada Eaton Canyon (în engleză Lower Eaton Canyon Falls)                                   | 317               |          |        | Râul Caniapiscau            | Canada                              | 55°33′46″N 68°11′50″W / 55.5627°N 68.1973°V         | Parte a seriei de cascade situate pe râul Caniapiscau, debitul este regularizat de barajul KA-3 al Lacului de acumulare Caniapiscau | [ W 26 ]        |
|         | Cascada Nastapoca (în engleză Nastapoca Falls)                                               | 317               | 35       | 35     | Râul Nastapoca              | Canada                              | 56°54′54″N 76°31′46″W / 56.915004°N 76.529509°V     | | [ W 27 ]        |
|         | Cascada Tuktu (în engleză Tuktu Falls)                                                       | 317               |          |        | Râul Caniapiscau            | Canada                              | 55°32′36″N 68°14′44″W / 55.5432°N 68.2456°V         | Parte a seriei de cascade situate pe râul Caniapiscau, debitul este regularizat de barajul KA-3 al Lacului de acumulare Caniapiscau | [ W 28 ]        |
|         | Twin Falls (în engleză Twin Falls)                                                           | 317               | 48       | 61     | Râul Nastapoca              | Canada                              | 56°53′54″N 76°24′12″W / 56.8984°N 76.4032°V         | | [ W 29 ]        |
|         | Cascada Upper Eaton Canyon (în engleză Upper Eaton Canyon Falls)                             | 317               |          |        | Râul Caniapiscau            | Canada                              | 55°33′29″N 68°12′57″W / 55.5581°N 68.2158°V         | Parte a seriei de cascade situate pe râul Caniapiscau, debitul este regularizat de barajul KA-3 al Lacului de acumulare Caniapiscau | [ W 30 ]        |
|         | Cascada Augrabies (în engleză Augrabies Falls)                                               | 313               | 56       | 24     | Fluviul Orange              | Africa de Sud                       | 28°35′29″S 20°20′25″E / 28.591389°S 20.340296°E     | Cascadă cu o înălțime de 56 m | [ W 31 ]        |
|         | Cascada Murchison (în engleză Murchison Falls)                                               | 300               | 43       | 15     | Nilul Alb                   | Uganda                              | 2°16′43″N 31°41′09″E / 2.2785°N 31.6858°E           | Debit regularizat de barajul hidrocentralei Karuma | [ W 32 ]        |
|         | Cascada Dhuandhar (în hindi धुआँधार जलप्रपात, transliterat: Dhuaandhaar jalaprapaat)              | 294               | 30       |        | Fluviul Narmada             | India                               | 23°07′30″N 79°48′53″E / 23.125069°N 79.814633°E     | | [ 15 ]          |
|         | Cascada Alexandra (în engleză Alexandra Falls)                                               | 282               | 32       | 117    | Râul Hay                    | Canada                              | 60°30′02″N 116°16′46″W / 60.5006°N 116.2794°V       | | [ W 33 ]        |
|         | Cascada Louise (în engleză Louise Falls)                                                     | 282               | 15       | 183    | Râul Hay                    | Canada                              | 60°30′12″N 116°14′29″W / 60.5033°N 116.2414°V       | | [ W 34 ]        |
|         | Cascada Detti (în islandeză Dettifoss)                                                       | 269               | 51       | 171    | Fluviul Jökulsá á Fjöllum   | Islanda                             | 65°48′53″N 16°23′04″W / 65.8146330°N 16.3843220°V   | | [ W 35 ]        |
|         | Cascada Hafragils (în islandeză Hafragilsfoss)                                               | 269               | 27       | 85     | Fluviul Jökulsá á Fjöllum   | Islanda                             | 65°49′56″N 16°23′57″W / 65.8322810°N 16.3991539°V   | | [ W 36 ]        |
|         | Cascada Réttar (în islandeză Réttarfoss)                                                     | 269               |          |        | Fluviul Jökulsá á Fjöllum   | Islanda                             | 65°52′47″N 16°26′09″W / 65.879645°N 16.435802°V     | | [ W 37 ]        |
|         | Cascada Sel (în islandeză Selfoss)                                                           | 269               | 13       | 387    | Fluviul Jökulsá á Fjöllum   | Islanda                             | 65°48′18″N 16°23′12″W / 65.80495°N 16.38657°V       | | [ W 38 ]        |
|         | Cascada Kanawha (în engleză Kanawha Falls)                                                   | 255               |          |        | Râul Kanawha                | Statele Unite                       | 38°08′17″N 81°12′47″W / 38.138°N 81.213°V           | | [ 16 ]          |
|         | Cascada Rista (în suedeză Ristafallet)                                                       | 250               | 14       | 50     | Fluviul Indalsälven         | Suedia                              | 63°18′45″N 13°21′03″E / 63.31256°N 13.350903°E      | | [ 17 ]          |
|         | Cascada Gouina (în franceză Chutes de Gouina)                                                | 243               | 16       | 430    | Fluviul Senegal             | Mali                                | 14°00′54″N 11°06′09″W / 14.01500°N 11.10250°V       | Cascadă cu o înălțime de 15 m și o lățime de 430 m, debit regularizat de barajul hidrocentralei Gouina | [ 18 ]          |
|         | Cascada Sandstone (în engleză Sandstone Falls)                                               | 222               | 4        | 549    | New River                   | Statele Unite                       | 37°45′24″N 80°54′21″V / 37.75667°N 80.90583°V       | | [ W 39 ]        |
|         | Cascada Huka (în engleză Huka Falls)                                                         | 220               | 11       |        | Fluviul Waikato             | Noua Zeelandă                       | 38°38′55″S 176°05′24″E / 38.6486°S 176.0901°E       | | [ W 40 ] [ 19 ] |
|         | Cascada Félou (în franceză Chutes du Félou)                                                  | 216               | 13       |        | Fluviul Senegal             | Mali                                | 14°21′13″N 11°20′43″W / 14.353611°N 11.345278°V     | Debit regularizat de barajul hidrocentralei Félou | [ 20 ]          |
|         | Big Falls (în engleză Big Falls)                                                             | 213               | 27       | 183    | Râul Missouri               | Statele Unite                       | 47°34′08″N 111°07′26″W / 47.5689°N 111.1238°V       | Debit regularizat de barajul Ryan | [ W 41 ] [ 21 ] |
|         | Cascada Black Eagle (în engleză Black Eagle Falls)                                           | 213               | 8        | 183    | Râul Missouri               | Statele Unite                       | 47°31′11″N 111°15′44″W / 47.5197°N 111.2623°V       | Debit regularizat de barajul Black Eagle | [ W 42 ] [ 21 ] |
|         | Crooked Falls (în engleză Crooked Falls)                                                     | 213               | 6        | 457    | Râul Missouri               | Statele Unite                       | 47°32′06″N 111°11′47″W / 47.5350°N 111.1964°V       | Debit regularizat de barajul Rainbow | [ W 43 ] [ 21 ] |
|         | Cascada Rainbow (în engleză Rainbow Falls)                                                   | 213               | 13       | 305    | Râul Missouri               | Statele Unite                       | 47°32′00″N 111°12′19″W / 47.5334°N 111.2052°V       | Debit regularizat de barajul Rainbow | [ W 44 ] [ 21 ] |
|         | Cascada Rusumo (în engleză Rusumo Falls)                                                     | 210               | 15       | 40     | Râul Kagera                 | Rwanda · Tanzania                   | 2°22′57″S 30°47′00″W / 2.382442°S 30.783212°V       | | [ 22 ]          |
|         | Cascada Målselv (în norvegiană Målselvfossen)                                                | 196               | 22       | 600    | Râul Målselva               | Norvegia                            | 69°02′09″N 18°39′16″E / 69.035702°N 18.654563°E     | | [ 23 ]          |
|         | Cascada Stor (în suedeză Storforsen)                                                         | 187               | 35       | 76     | Fluviul Pite                | Suedia                              | 65°50′59″N 20°24′16″E / 65.84983°N 20.40435°E       | Serie de cascade cu o înălțime de 35 m și o lățime de 366 m | [ W 45 ]        |
|         | Cascada Kabwelume (în engleză Kabwelume Falls)                                               | 181               |          |        | Râul Kalungwishi            | Zambia                              | 9°31′29″S 29°21′05″E / 9.524584°S 29.351386°E       | | [ 6 ]           |
|         | Cascada Lumangwe (în engleză Lumangwe Falls)                                                 | 181               |          |        | Râul Kalungwishi            | Zambia                              | 9°32′32″S 29°23′11″E / 9.542314°S 29.386456°E       | | [ 6 ]           |
|         | Cascada Zongo (în franceză Chute de Zongo)                                                   | 179               |          |        | Râul Inkisi                 | Republica Democratică Congo         | 4°46′39″S 14°54′21″E / 4.777431°S 14.905735°E       | Debit regularizat de hidrocenrala Zongo II | [ 24 ]          |
|         | Cascada Rearguard (în engleză Rearguard Falls)                                               | 171               | 6        | 61     | Râul Fraser                 | Canada                              | 52°58′24″N 119°21′51″W / 52.97333°N 119.36408°V     | | [ W 46 ]        |
|         | Cascada Cohoes (în engleză Cohoes Falls)                                                     | 161               | 20       | 290    | Râul Mohawk                 | Statele Unite                       | 42°47′17″N 73°42′31″W / 42.78797°N 73.70853°V       | Debit regularizat de barajul School Street Hydroelectric Generating Facility | [ 25 ] [ W 47 ] |
|         | Cascada Epupa (în portugheză Quedas do Epupa, în engleză Epupa Falls)                        | 160               | 37       | 1.500  | Râul Cunene                 | Angola · Namibia                    | 17°00′00″S 13°14′36″E / 17.000070°S 13.243342°E     | Debit regularizat de barajul hidrocentralei Ruacana | [ W 48 ]        |
|         | Cascada Ruacaná (în portugheză Quedas do Ruacaná, în engleză Ruacana Falls)                  | 160               | 120      | 700    | Râul Cunene                 | Angola · Namibia                    | 17°23′38″S 14°13′04″E / 17.393896°S 14.217756°E     | Debit regularizat de barajul hidrocentralei Ruacana | [ W 49 ]        |
|         | Cascada Jog (în hindi जोग जलप्रपात, transliterat: Jog jalaprapaat)                              | 153               | 253      | 472    | Fluviul Sharavati           | India                               | 14°13′45″N 74°48′45″E / 14.22923°N 74.81247°E       | Debit regularizat de barajul Linganamakki | [ W 50 ]        |

## Lista celor mai mari cascade istorice (care nu mai există) după debit
| Imagine | Nume                                                   | Debit mediu anual | Înălțime | Lățime | Localizare       | Localizare          | Coordonate                                      | Observații | Note                   |
| Imagine | Nume                                                   | Debit mediu anual | Înălțime | Lățime | Râu/fluviu       | Țară                | Coordonate                                      | Observații | Note                   |
| Imagine | Nume                                                   | m3/s              | m        | m      |                  |                     | Coordonate                                      | Observații | Note                   |
|         |                                                        |                   |          |        |                  |                     |                                                 | |                        |
| ------- | ------------------------------------------------------ | ----------------- | -------- | ------ | ---------------- | ------------------- | ----------------------------------------------- | --- | ---------------------- |
|         | Cascada Guaíra (în portugheză Salto de Sete Quedas)    | 13.309            | 40       | 4.828  | Fluviul Paraná   | Brazilia · Paraguay | 24°04′03″S 54°17′00″W / 24.067547°S 54.283276°V | Acoperită de lacul de acumulare Itaipu după finalizarea barajului Itaipu în 1982 | [ W 51 ]               |
|         | Cascada Celilo (în engleză Celilo Falls)               | 5.366             | 6,1      | 1.768  | Fluviul Columbia | Statele Unite       | 45°39′05″N 120°58′10″W / 45.65147°N 120.96941°V | Acoperită de fluviul Columbia după finalizarea barajului Dalles în 1957 | [ W 52 ] [ 26 ]        |
|         | Cascada Kettle (în engleză Kettle Falls)               | 4.682             |          |        | Fluviul Columbia | Statele Unite       | 48°37′52″N 118°07′08″W / 48.63099°N 118.11897°V | Acoperită de lacul de acumulare Franklin D. Roosevelt după finalizarea barajului Grand Coulee în 1940                                                                                               | [ W 53 ]               |
|         | Cascada Urubupunga (în portugheză Salto de Urubupungá) | 2.747             | 13       | 2.012  | Fluviul Paraná   | Brazilia            | 20°36′00″S 51°33′00″W / 20.600°S 51.5500°V      | Acoperită de fluviul Paraná după finalizarea barajului Inginer Souza Dias în 1982 | [ W 54 ]               |
|         | Cascada Marimbondo (în portugheză Salto de Marimbondo) | 1.501             | 24       | 2.012  | Rio Grande       | Brazilia            | 20°18′35″S 49°12′06″V / 20.30972°S 49.20167°V   | Barajul Marimbondo a fost construit deasupra porțiunii superioare a cascadelor în 1971, secțiunea din amonte a fost acoperită de Rio Grande, secțiunea de sub baraj a fost drenată și este vizibilă | [ W 55 ]               |
|         | Cascada San Rafael (în spaniolă Cascada de San Rafael) | 400               | 94       | 23     | Râul Coca        | Ecuador             | 0°06′15″S 77°34′51″W / 0.104303°S 77.580967°V   | Pe 2 februarie 2020, chiar în amonte de cascadă s-a format o dolină, fluxul râului fiind deviat sub fosta margine a cascadei care a devenit un pod natural                                          | [ 27 ] [ 28 ] [ W 56 ] |
|         | La Chute Grande (în engleză La Chute Grande)           | 400               | 19       |        | Râul Romaine     | Canada              | 50°23′14″N 63°15′06″W / 50.387110°N 63.251592°V | Distrusă prin construirea hidrocentralei Romaine-1 | [ W 57 ]               |

## Cascade preistorice
| Nume                                                   | Debit mediu anual (est.) | Înălțime | Lățime | Localizare            | Localizare     | Coordonate                                      | Observații | Note                 |
| Nume                                                   | Debit mediu anual (est.) | Înălțime | Lățime | Râu/fluviu            | Țară           | Coordonate                                      | Observații | Note                 |
| Nume                                                   | m3/s                     | m        | m      |                       |                | Coordonate                                      | Observații | Note                 |
|                                                        |                          |          |        |                       |                |                                                 | |                      |
| ------------------------------------------------------ | ------------------------ | -------- | ------ | --------------------- | -------------- | ----------------------------------------------- | --- | -------------------- |
| Strâmtoarea Gibraltar (în engleză Strait of Gibraltar) | 100.000.000              |          |        | Strâmtoarea Gibraltar | Spania · Maroc | 35°34′12″N 5°18′00″E / 35.5700°N 5.3000°E       | Ipoteza inundării Mării Mediterane în zanclean                                                                                  | [ 29 ]               |
| Dry Falls (în engleză Dry Falls)                       | 1.906.000                | 122      | 4.828  | Fluviul Columbia      | Statele Unite  | 47°36′00″N 119°21′25″W / 47.60000°N 119.35694°V | Ipoteza inundațiilor generate de deversarea lacului Missoula (Missoula Flood) la sfârșitul ultimei ere glaciare (în pleistocen) | [ 30 ] [ 31 ] [ 32 ] |
| Strâmtoarea Bosfor (în engleză Bosporus)               | 480.000                  | 80       |        | Strâmtoarea Bosfor    | Turcia         | 41°07′10″N 29°04′31″E / 41.11944°N 29.07528°E   | Ipoteza inundării Mării Negre în cuaternar                                                                                      | [ 33 ]               |